# Janik Bachmann
Janik Jay Bachmann (Groß-Umstadt, 6 maggio 1996) è un calciatore tedesco, centrocampista dello Schalke 04.

## Carriera
Cresciuto nel settore giovanile del Darmstadt, nella stagione 2014-2015 ha fatto parte della rosa della prima squadra, dove però non è stato impiegato in incontri ufficiali. In seguito ha militato tra la 3. Liga e la Regionalliga con le maglie di Hannover 96 II, Chemnitz, Kickers Würzburg e Kaiserslautern. Nel 2021 viene acquistato dal Sandhausen, con cui ha esordito in Zweite Bundesliga il 31 gennaio, disputando l'incontro vinto per 2-0 contro il Norimberga.

## Statistiche

### Presenze e reti nei club
Statistiche aggiornate al 25 luglio 2022.
| Stagione              | Squadra               | Campionato            | Campionato | Campionato | Coppe nazionali | Coppe nazionali | Coppe nazionali | Coppe continentali | Coppe continentali | Coppe continentali | Altre coppe | Altre coppe | Altre coppe | Totale | Totale |
| Stagione              | Squadra               | Comp                  | Pres       | Reti       | Comp            | Pres            | Reti            | Comp               | Pres               | Reti               | Comp        | Pres        | Reti        | Pres   | Reti   |
| --------------------- | --------------------- | --------------------- | ---------- | ---------- | --------------- | --------------- | --------------- | ------------------ | ------------------ | ------------------ | ----------- | ----------- | ----------- | ------ | ------ |
| 2014-2015             | Darmstadt             | 2L                    | 0          | 0          | CG              | 0               | 0               |                    | -                  | -                  |             | -           | -           | 0      | 0      |
| 2015-2016             | Hannover 96 II        | RL                    | 22         | 1          |                 | -               | -               |                    | -                  | -                  |             | -           | -           | 22     | 1      |
| 2016-2017             | Hannover 96 II        | RL                    | 33         | 0          |                 | -               | -               |                    | -                  | -                  |             | -           | -           | 33     | 0      |
| Totale Hannover 96 II | Totale Hannover 96 II | Totale Hannover 96 II | 55         | 1          |                 | -               | -               |                    | -                  | -                  |             | -           | -           | 55     | 1      |
| 2017-2018             | Chemnitz              | 3L                    | 15         | 1          | CG              | 0               | 0               |                    | -                  | -                  |             | -           | -           | 15     | 1      |
| 2018-2019             | Kickers Würzburg      | 3L                    | 31         | 4          |                 | -               | -               |                    | -                  | -                  |             | -           | -           | 31     | 4      |
| 2019-2020             | Kaiserslautern        | 3L                    | 33         | 1          | CG              | 2               | 0               |                    | -                  | -                  |             | -           | -           | 35     | 1      |
| 2020-gen. 2021        | Kaiserslautern        | 3L                    | 14         | 1          | CG              | 1               | 0               |                    | -                  | -                  |             | -           | -           | 15     | 1      |
| Totale Kaiserslautern | Totale Kaiserslautern | Totale Kaiserslautern | 47         | 2          |                 | 3               | 0               |                    | -                  | -                  |             | -           | -           | 50     | 2      |
| gen.-giu. 2021        | Sandhausen            | 2L                    | 16         | 1          | CG              | -               | -               |                    | -                  | -                  |             | -           | -           | 16     | 1      |
| 2021-2022             | Sandhausen            | 2L                    | 33         | 6          | CG              | 1               | 0               |                    | -                  | -                  |             | -           | -           | 34     | 6      |
| 2022-2023             | Sandhausen            | 2L                    | 2          | 0          | CG              | 0               | 0               |                    | -                  | -                  |             | -           | -           | 2      | 0      |
| Totale carriera       | Totale carriera       | Totale carriera       | 199        | 15         |                 | 4               | 0               |                    | -                  | -                  |             | -           | -           | 203    | 15     |